# رودولف الأول ملك بوهيميا
رودولف من هابسبورغ (التشيكية:Rudolf Habsburský؛ حوالي.1282 - 4/3 يوليو 1307)، كان دوق النمسا وستيريا (كـ رودولف الثالث)؛ منذ 1298 وكذلك أصبح ملك بوهيميا وحامل اللقب ملك بولندا (كـ رودولف الأول) منذ 1306 حتى وفاته.

## حياته
رودولف الابن البكر للدوق ألبرخت الأول وزوجته إليزابيث من غوريتسيا-تيرول، مع انتخاب والده كـ ملك الرومان أصبح رودولف حاكماً مناصفاً في أراضي النمساوية الهابسبورغية، وأيضا اعتبر الوصي على أخوته الصغار فريدرخ الوسيم وليوبولد الأول.
في 25 مايو 1300 رتب الملك ألبرخت الأول زواجه من الأميرة الفرنسية بلانش ابنة فيليب الثالث ملك فرنسا وزوجته الثانية ماري من برابانت، ولكن هذا الاتحاد فشل مع وفاة بلانش وابنها في 1305، شارك رودولف مع والده خلال حملته ضد فاتسلاف الثاني ملك بوهيميا الذي وضع ابنه البكر فنتسل على العرش المجري بعد انقراض سلالة أرباد في 1301 مع وفاة أندراس الثالث.
زادت فرصة هابسبورغ في مكاسب السلطة في 1306 مع وفاة آخر ملك من سلالة برميسل فاتسلاف الثالث ملك بوهيميا، بحيث أن ألبرخت كملك الرومان كان قادراً على الإستيلاء على المملكة باعتبارها إقطاعية تابعة لإمبراطورية، وبذلك تولى رودولف العرش البوهيمي ولكن كان عليه مواجهة خاله ييندريش من غوريتسيا، دوق كارينثيا صهر فاكلاف الثالث ملك بوهيميا من خلال زواجه من شقيقته آنا، ومع انتخاب النبلاء البوهيميين لييندريش كملك، وضعه صهره الملك ألبرخت الأول تحت الحظر الإمبراطوري وسار نحو براغ، فر ييندريش أولا نحو بافاريا ثم أعاد إلى أراضيه في كارينثيا، ولزيادة مطالبة هابسبورغ على العرشي البوهيمي والبولندي زوج ألبرخت ابنه من إليزابيث ريتشيزا  البولندية هي عضو من سلالة بياست وأرملة فاكلاف الثاني ملك بوهيميا.
إلا أن رودولف سرعان ما توفي في العام التالي، دون أن يكون له أبناء، ودفن في كاتدرائية القديس فيتوس ببراغ.